# Самму Фофана
Самму (Сома) Фофана (д/н — після 712) — засновник Серерської династії, що панувала в протодержаві Авкар.

## Життєпис
Був представником військового союзу 20 племен, що мав назву «ка». Ймовірно, поєднував вождів народу серер, що перебував під владою або на службі берберських правителів Авкару. Самму належав до племені фофана народу серер.
Близько 712 року було повалено вакея (володаря) Тогуессе Кінамі. Сам Самму Фофана став правителем держави, прийнявши титул манґа. Розпочав військові захоплення в напрямку внутрішньої дельти Нігера. Сприяв встановленню монополію на торгівлю в Західному Судані, чому сприяв занепад держави гарамантів в Феццані. Водночас встановлено торгівельні контакти з державою Канем.
Йому спадкував син або інший родич Бафінг Фофана. Втім вже за часів 4-го представника серерської династії Бурама Ватари внаслідок прийняття ним ісламу почалася 2-річна боротьба між правителем й противниками ісламу, внаслідок чого держава стала слабнути, а місто Аудогаст відпало від Авкару.